# Aconitum dunhuaense
Aconitum dunhuaense är en ranunkelväxtart som beskrevs av S.H. Li. Aconitum dunhuaense ingår i släktet stormhattar, och familjen ranunkelväxter. Inga underarter finns listade i Catalogue of Life.